# RefSeq
RefSeq is een vrij toegankelijke databank waarin geannoteerde nucleotidesequenties (van DNA, RNA) en bijbehorende eiwitproducten zijn geïndexeerd. De database wordt beheerd door National Center for Biotechnology Information. In tegenstelling tot GenBank is elk macromolecuul slechts één keer in de datase opgenomen: RefSeq is dus niet-redundant, waardoor het een relatief kleine zoekruimte heeft.
RefSeq probeert voor elk modelorganisme een afzonderlijke opname te maken van het genomisch DNA, de RNA-transcripten en de eiwitten die uit die transcripten voortkomen. RefSeq beperkt zich tot belangrijke organismen waarvoor voldoende gegevens beschikbaar zijn. In 2019 waren dit er ongeveer 97 duizend. Bij GenBank worden van elk ingediend organisme de sequenties opgenomen: ongeveer 250 duizend verschillende organismen.